# ثلوج كليمنجارو (قصة)

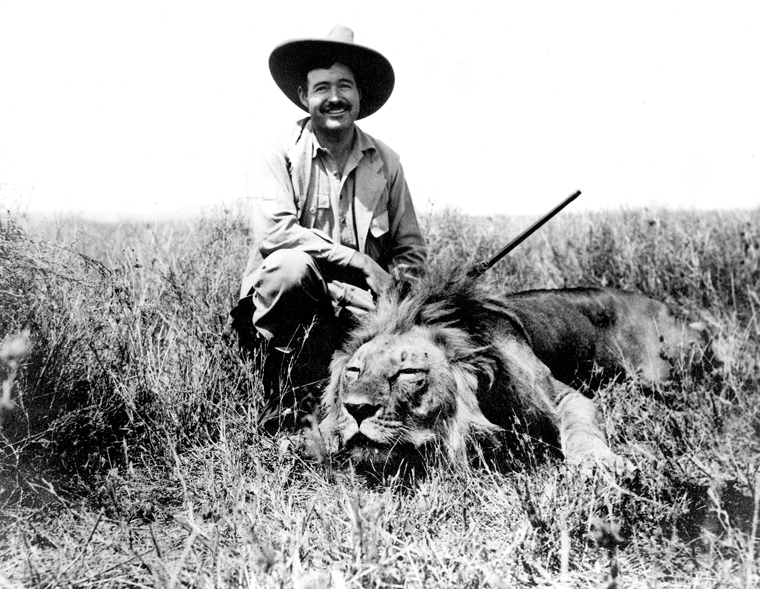
هيمنغواي في رحلة صيد في السفاري 1934

«ثلوج كليمنجارو» قصة قصيرة من تأليف الأمريكي إرنست همينغوي. نُشرت للمرة الأولى في
مجلة «إسكواير» عام 1936. ثم أُعيد نشرها ضمن "The Fifth Column and the First Forty-Nine Stories" الذي نشر عام 1938، كما نُشرت ضمن مجموعة ثلوج كليمنجارو (مجموعة قصص قصيرة) عا 1961، وأخيراً في «المجموعة الكاملة لقصص إرنست هيمنغواي القصيرة: إصدار فينسا فيغيا» عام 1987.

## الاقتباسات
اقتبس فيلم ثلوج كليمنجارو عن هذه القصة القصيرة، وهو من إخراج هنري كينغ، وقد كتب قصة الفيلم كاسي روبنسون، وكان من بطولة غريغوري بيك بدور هنري وسوزان هيوارد بدور هيلين، وآفا غاردنر بدور سينثيا غرين (هذه الشخصية اخترعت للفيلم ولم تكن من القصة الأصلية). ويذكر أن الفيلم عرض عام 1952. ولم تكن نهايته تشابه نهاية القصة.